# Gauchos de Acero
Gauchos de Acero (deut.: Gauchos aus Stahl) ist eine argentinische Heavy-Metal-Band.

## Geschichte
Die Band wurde im Jahr 2005 von den drei Brüdern Emilio Jorge, Martín Jorge und Agustín Jorge gegründet. Bekannt wurde sie vor allem durch ihre YouTube-Videos, in denen sie schon in jungen Jahren Coverversionen bekannter Bands wie Iron Maiden, Metallica, Sepultura und Pantera spielten. Die Aufnahmen zu diesen Videos fanden dabei im Kinderzimmer der Brüder statt. Martin Jorge war bei der Aufnahme des ersten Videos neun Jahre alt. Ihr erstes Video mit dem Song Burial von Sepultura erreichte innerhalb von zwei Wochen 1,4 Millionen Klicks.
Im Jahr 2008 standen sie im Finale der Talentshow Talento Argentino. Für das Motorola ROKR E8 drehten sie einen TV-Werbespot.

## Diskografie

### Studio-Alben
- 2007: Sembrando el Metal
- 2011: Sigue la Ruta
- 2015: Información Demente
- 2022: El Otro Lado del Monte